# LyX
LyX (prikazano kot {\displaystyle \mathbf {L} \!{}_{\mathbf {\displaystyle Y} }\!\mathbf {X} }) je brezplačen, prost in odprtokoden urejevalnik dokumentov, ki sledi lastni paradigmi »kar vidiš, je to kar misliš« (what you see is what you mean, WYSIWYM), v nasprotju z načelom WYSIWYG (»kar vidiš, tudi dobiš« (what you see is what you get)), ki ga uporabljajo urejevalniki besedil. To pomeni, da mora uporabnik skrbeti le o zgradbi in podatkih znotraj besedila, oblikovanje pa izvrši LaTeX, napredni urejevalnik za stavljenje. LyX je izdelan za tiste, ki želijo profesionalni izhod z najmanjšim možnim trudom in brez, da bi znali podrobnosti stavljenja. Urejanje večinoma izvrši računalnik, ki sledi predhodno nastavljenemu naboru pravil, imenovanih slog, na pa uporabnik. Specifično znanje sistema LaTeX ni potrebno, lahko pa znatno izboljša urejanje za posebne namene.